# 埃丝特·罗伯特松
埃丝特·罗伯特松（義大利語：Esther Robertson，1952年10月29日—），意大利射箭运动员。她曾代表意大利参加1984年夏季奥林匹克运动会射箭比赛，结果获得女子个人赛第二十一名。